# アヴレン
アヴレン（Avren (ブルガリア語: Аврен,  発音 [ɐvˈrɛn])）は、ブルガリア南東部の町、およびそれを中心とした基礎自治体。ヴァルナ州に属する。

## 町村
アヴレン基礎自治体（Община Аврен）には、その中心であるアヴレンをはじめ、以下の町村（集落）が存在している。
- Аврен（Avren）
- Бенковски（Benkovski）
- Близнаци（Bliznaci）
- Болярци（Bolyarci）
- Добри дол（Dobri dol）
- Дъбравино（Dabravino）
- Здравец（Zdravec）
- Казашка река（Kazashka reka）
- Китка（Kitka）

- Круша（Krusha）
- Приселци（Priselci）
- Равна гора（Ravna gora）
- Садово（Sadovo）
- Синдел（Sindel）
- Тръстиково（Trastikovo）
- Царевци（Tsarevci）
- Юнак（Yunak）